# 我龍真吾
我龍 真吾（がりゅう しんご、1975年6月23日 - ）は、日本の男性プロレスラー、元キックボクサー。別名“喧嘩師”。東京都八王子市出身。本名は山本真吾、旧リングネームは鷹山 真吾（たかやま しんご）。
1999年6月に初代新日本キックボクシング協会ライト級王座、2005年5月に2代目J-NETWORKウェルター級王座、2007年3月に初代M-1ミドル級王座、2008年7月に第2代WMAF世界ミドル級王座を獲得。

## 人物
- 過去に王者まで上り詰めるも、アクシデントで永久追放され、長期間流浪した経験を持つ。
- 試合開始前のリング上でのルール説明時に、独特のポーズでメンチ切りを行うのが恒例となっている。
- 我龍の持ち味に、「我龍タイム」と呼ばれるものがある。これは最終ラウンド残り1分を切ると、ノーガードで相手と殴りあうというものである。
- 過去のプロフィールに『職業：チンピラ、趣味：カツ上げ、苛め』などと人を食った文章を書いたことが示すように一時期はかなりヤンチャであった。
- 大麻所持で逮捕された2009年5月26日付けの日刊スポーツの記事によると、暴走族所属などのプロフィールは作られたキャラで、本当はむしろ、ヤクザや暴走族を忌み嫌っていた（それくらい正義感が強かったので大麻所持が信じられない）という関係者の談話が紹介されている。

## 来歴
中学・高校の同期生に
- プロ総合格闘家、石井淳（超人クラブ）
- プロ総合格闘家、コウジ・ギャトヴィチアン（超人クラブ）
- スカ・ハードコアバンド「Step by Step」のリーダー

がいる。交友関係にヘヴィー・ミクスチャー・バンド「ドアマット」がいる。
地元・八王子で暴走族に所属し、軽い気持ちで地元のキックボクシングジム「尚武会」（新日本キックボクシング協会）に入門する。ケンカでは自信があったが、ジムで練習していた女子選手とスパーをしても到底かなわない。一念発起し、生活をキック中心に変える。鷹山真吾という名でデビュー。一気に注目を浴びる人気選手となり、日本ライト級王者まで上り詰める。入場テーマは「つっぱりハイスクールロックンロール」、金髪に髭という分かりやすい不良キャラクターを演じた。
尚武会での練習とは別に、親友の石井が主宰する「超人クラブ」において打撃・寝技問わない合同練習を続けた。
テレビで私生活の取材が入り、その意外なキャラクター（見た目は怖いが、実は好人物）に好感が持たれ、さらに人気が上がる。しかし、他の人気選手とのタイトル戦を、あおりにあおった末に、真吾側の個人的事情でドタキャン。激怒した協会（伊原会長）により追放された。発端が真吾の責にあることから、他の協会からも敬遠され、キックボクサーとしてあがれるリングがなくなってしまう。
新日本キックボクシング協会ライト級王者だったが、2000年1月石井宏樹にＫＯ負けし王座陥落。
2003年初頭には練習もやめ、格闘技界から離れた。
2003年7月9日、『DEMOLITION atom』のメインイベント（総合格闘技ルール）で似田貝旭と対戦し、判定負け。興行の1週間前のオファーであったといい、Team ROKEN（今成正和のサークル）において練習を行った。
2004年12月5日、リングネームを我龍 真吾に改名し、全日本キックボクシング連盟に参戦。清水貴彦と対戦し、再延長Rまで突入する接戦となったが、判定負け。
2005年5月、ＳＨＩＮにＫＯ勝ち。
2005年6月19日、R.I.S.E.で龍二と対戦。3R終盤には足を止めて打ち合いを見せるも、大差で判定負け。
2005年8月、ＤＡＶＩＤに判定ドロー、我龍のファンが怒りを露わにし判定に抗議。
2005年10月12日、K-1 WORLD MAXデビュー戦でサミール・ベルバーチにKO勝ち。
2006年2月4日、K-1 WORLD MAX 2006 〜日本代表トーナメント〜では、レミギウス・モリカビュチスに8秒でKO負け。
2006年2月25日、K-1 FIGHTING NETWORK KHAN 2006 in BUSANに小次郎の代役として緊急出場。試合をやや優勢に進めるものの、ムン・ジョンウンに延長判定の末、1回戦で敗退した。
2006年5月17日、J-NETWORK「GO! GO! J-NET '06 〜Invading the DRAGON〜」で「喧嘩×テコンドー」として、尾崎圭司とエキシビションマッチを行った。我龍は特攻服、尾崎はテコンドーの道着を着用しての対戦となった。
2006年7月1日、東京都八王子市高尾町（高尾駅）に自身のジム「ファイティングマスター」を開設。
2006年7月25日、J-NETWORKミドル級タイトルマッチで王者寒川直喜と対戦。我龍が左眉、寒川が頭部から出血し、4R途中で両者ドクターストップによる負傷判定負けとなったが、我龍サイドのファンが怒りを抑えきれずあわや乱闘かという状況で「僕の負けです。すみません。」と場を収めた。
2007年3月4日、初代M-1ミドル級王座決定戦で白虎と対戦し、3-0の判定勝ちで王座を獲得した。
2007年6月、白須康仁に判定負け。
2007年9月24日、M-1ミドル級タイトルマッチで城戸康裕と対戦し、3-0の判定勝ちで初防衛に成功した。
2008年2月2日、K-1 WORLD MAX 2008のスーパーファイトでアルトゥール・キシェンコと対戦し、左フックで3度ダウンを奪われKO負け。
2008年7月20日、マーシャルアーツ日本キックボクシング連盟興行、WMAF世界ミドル級王座決定戦で山﨑通明と対戦し、4RKO勝ちで同王座を獲得した。
2008年12月28日、渋谷杉浦グループ主催『KRUNCH第弐戦』（渋谷CLUB atom）にて、「CLUB EDO」＆我龍のジム「ファイティングマスター」連合軍が、杉浦グループと5対5の対抗戦。我龍は連合軍の長であったが自身では試合をしていない。
2009年2月23日、K-1 WORLD MAX 2009で広告代理店電通社員の大渡博之と対戦。「エリート対不良」という分かりやすい構図で話題となった。最終ラウンド終了間際に、我龍が大渡に恒例の打ち合い（我龍タイム）を求めた。大渡は両手を合わせそれを受けると見せると同時に、我龍に対し拳でなく、渾身の上段前蹴りを放った。大渡は試合後の記者会見で「サラリーマンの汚さを見せたかったんです」と語った。
2009年3月20日、K-1 MAX KOREA 2009 IN SEOULで元WBC世界フェザー級王者チ・インジンと対戦し、判定勝ちを収めた。
2009年5月23日、渋谷区本町の路上に停めた乗用車の車内で大麻約2グラムを所持し、大麻取締法違反（所持）の現行犯で警視庁代々木署に逮捕された。しかし、初犯であることや反省の意を示していることなどから不起訴処分となり釈放された。保持していたM-1ミドル級王座は5月27日付けで返上。WMAF世界王座も6月15日付けで返上。
2009年8月2日、マーシャルアーツ日本キックボクシング連盟興行にて、リング上からファンに土下座して謝罪。
2009年8月15日、復帰戦となった「宇都宮蹴拳伝 vol.3」のメインイベントで昇平にKO勝ちし、WMF世界ライトヘビー級王者となり、5階級制覇を達成した。
2009年9月6日、ACCEL DREAM NIGHT vol.12のメインイベントでTOMOYUKIと対戦し、延長ラウンドまで戦い0-1の判定ドロー。
2010年3月、キックボクシングイベント「KICK the ROOTS」をMasaru、紅闘志也、庵谷"出美流漫"鷹志と共に旗揚げすることを発表。4月17日、ファイティングマスター主催で旗揚げ興行を開催した。
2010年6月6日、M-1ミドル級王者悠生に挑戦し、3-0の判定勝ちで王座に返り咲いた。
2010年12月1日、Fujiwara Festival 〜藤原祭り2010〜で行なわれたWPMF日本ミドル級王者決定戦で小又大貴と対戦し、0-3の判定負けを喫し王座獲得ならず。試合後のリング上で2011年での現役引退を表明した。
2011年7月30日、「我龍真吾引退記念興行 〜生きざま way of life〜」のM-1ミドル級タイトルマッチで自身の愛弟子である銀次郎を指名しての対戦。最終R残り1分からなる我龍タイムが4Rから始まり5Rも続行したまま終了までノーガードで打ち合い、0-3の判定負けを喫しタイトルの初防衛には失敗。試合後のマイクパフォーマンスで指導者としての道を歩む事を発表し、この試合で現役引退した。
2012年初頭頃、ファイティングマスターが入居していたビルから退去、理由・移転先・その後の活動等は一切不明。退去後のテナントには数か月後に卓球教室が入居した。
2012年10月16日、離婚した元妻に暴力団の名前を出し「家族をめちゃくちゃにする」などと脅した疑いで警視庁高尾署に逮捕された(暴力行為等処罰法違反容疑)。
2013年4月29日 ディファ有明にて開催されたGRACHAN9第2部において行われる予定であった。第1試合我龍真吾vs大倉利明の試合は我龍が希望していたキックルール、体重、ファイトマネーなど全て揃えたのにもかかわらず、当日になって一方的に試合拒否を表明し会場にも姿を現さず居所不明となった。GRACHAN実行委員会は我龍真吾のこの行動を契約不履行と重きとして永久追放とした。
2014年4月16日、国立代々木競技場第二体育館におけるリアルジャパンプロレス「STRONG STYLE RETURNS PROJECT」にてプロレスデビューすることが発表された。実際の試合では鈴木みのるの愛弟子である佐藤光留とタッグを組み、アレクサンダー大塚＆柴田正人と対戦し勝利。
2014年6月14日、Wrestling New Classic八王子大会に初参戦。

## テーマ曲
現在は、古くからの親友であるドアマットの曲「鬼吠」（ファーストアルバム『CROSS THE THRESHOLD』に所収）。

## 戦績

### キックボクシング
| キックボクシング 戦績 | キックボクシング 戦績 | キックボクシング 戦績 | キックボクシング 戦績 | キックボクシング 戦績 | キックボクシング 戦績 | キックボクシング 戦績 |
| --------------------- | --------------------- | --------------------- | --------------------- | --------------------- | --------------------- | --------------------- |
| 64 試合               | (T)KO                 | 判定                  | その他                | 引き分け              | 無効試合              |                       |
| 29 勝                 | 15                    |                       |                       | 4                     | 0                     |                       |
| 32 敗                 |                       |                       |                       | 4                     | 0                     |                       |

| 勝敗 | 対戦相手                                 | 試合結果                                      | 大会名 | 開催年月日     |
| ×    | 萩原裕介                                 | 1R終了 判定0-3                                | BreakingDown12 | 2024年6月2日   |
| ×    | 銀次郎                                   | 5R終了 判定0-3                                | 「KICK THE ROOTS PRESENTS 我龍真吾引退記念興行 〜生きざま way of life〜」 【M-1ミドル級タイトルマッチ】                                                                     | 2011年7月30日  |
| ×    | 亮次                                     | 3R終了 判定0-3                                | 谷山ジム「ビッグバン・統一への道 其の五」 | 2011年5月15日  |
| ×    | 宮本寛之                                 | 3R終了 判定0-3                                | MA日本キックボクシング連盟/WKA世界空手道連盟「BREAK-13～梶原一騎25回忌追悼記念・第14回梶原一騎杯 KICK GUTS 2011～」                                                         | 2011年5月8日   |
| ○    | 川端健司                                 | 3R 2:45 KO（右ストレート）                    | 谷山ジム「ビッグバン・統一への道 其の四」 | 2011年2月5日   |
| ×    | 小又大貴                                 | 5R終了 判定0-3                                | Fujiwara Festival 〜藤原祭り2010〜 【WPMF日本ミドル級王者決定戦】 | 2010年12月1日  |
| ○    | 藤井英人                                 | 1R 2:27 KO（パンチ連打）                      | GRACHAN V | 2010年11月7日  |
| ×    | 横山剛                                   | 3R終了 判定1-2                                | GLADIATOR 11 "G-1" 【CMA KPWライト級王座決定戦】 | 2010年10月9日  |
| ×    | 城戸康裕                                 | 3R終了 判定0-3                                | 谷山ジム主催「Big bang 3 〜ビッグバン 統一への道 其の参〜」 | 2010年9月23日  |
| ○    | 賢吾                                     | 3R終了 判定3-0                                | ACCEL vol.14 夏の陣 | 2010年7月4日   |
| ○    | コンリー・ヨックタイジム                 | 3R TKO（タオル投入）                          | KICK the ROOTS 〜宇都宮キックボクシング〜 | 2010年6月13日  |
| ○    | 悠生                                     | 5R終了 判定3-0                                | M-1 RAJA BOXING SINGHA BEER ムエタイチャレンジ「NAI KANOMTOM vol.2」 【M-1ミドル級タイトルマッチ】                                                                          | 2010年6月6日   |
| ○    | ヒロ三河                                 | 1R 2:44 KO                                    | KICK the ROOTS 〜BUSTA〜 | 2010年4月17日  |
| ×    | 松本勇三                                 | 2R 2:32 TKO（タオル投入）                     | HEAT 13 | 2010年3月14日  |
| ○    | 中畑泉                                   | 2R 1:33 TKO（2ダウン）                        | WILD KICKBOXING 〜縁〜 | 2010年1月31日  |
| ×    | 屋比久孟嗣                               | 1R 1:30 TKO（タオル投入：パンチ連打）         | ACCEL vol.13 WEST EVOLUTION 世界4大格闘王神戸決戦 【アクセルミドル級タイトルマッチ】                                                                                        | 2009年12月27日 |
| ×    | クンタップ・ウィラサクレック             | 5R 0:46 TKO（ドクターストップ：左目尻カット） | M-1 FAIRTEX SINGHA BEER ムエタイチャレンジ 2009 Yod Nak Suu vol.4 | 2009年11月8日  |
| ×    | 内山政人                                 | 2R 1:21 負傷判定0-3                           | HEAT 12 | 2009年11月1日  |
| ×    | ダニロ・ザノリニ                         | 3R終了 判定0-3                                | HEAT 11 | 2009年9月26日  |
| △    | TOMOYUKI                                 | 3R+延長R終了 判定0-1                          | ACCEL DREAM NIGHT vol.12 | 2009年9月6日   |
| ○    | 昇平                                     | 3R 2:39 KO（3ノックダウン）                   | 宇都宮蹴拳伝 vol.3 【WMF世界ライトヘビー級王座決定戦】 | 2009年8月15日  |
| ○    | チ・インジン                             | 3R終了 判定3-0                                | K-1 MAX KOREA 2009 IN SEOUL | 2009年3月20日  |
| ○    | 大渡博之                                 | 3R終了 判定2-0                                | K-1 WORLD MAX 2009 〜日本代表決定トーナメント〜 【オープニングファイト】 | 2009年2月23日  |
| ○    | クンスック・アラビアジム                 | 5R終了 判定2-1                                | 激闘! 平成の四角いジャングル 【UKF世界ライトミドル級王座決定戦】 | 2008年11月2日  |
| ○    | 西村介佑                                 | 3R終了 判定2-0                                | マーシャルアーツ日本キックボクシング連盟 「BREAK THROUGH 6」 | 2008年9月21日  |
| ○    | 山﨑通明                                 | 4R 1:47 KO（ボディブロー）                    | マーシャルアーツ日本キックボクシング連盟 「BREAK THROUGH 5 〜打破〜 新東金ジム30周年記念 戦場の狼IV」 【WMAF世界ミドル級王座決定戦】                                        | 2008年7月20日  |
| ×    | 貴之・ウィラサクレック                   | 1R 2:16 TKO（ドクターストップ：右額カット）   | M-1 FAIRTEX SINGHA BEER ムエタイチャレンジ 「Legend of elbows 2008 〜MIND〜」                                                                                               | 2008年6月8日   |
| ×    | タカオサミツ                             | 5R終了 判定0-3                                | 新日本キックボクシング協会「TITANS NEOS III」 | 2008年4月20日  |
| ×    | アルトゥール・キシェンコ                 | 1R 3:00 KO（左フック）                        | K-1 WORLD MAX 2008 〜日本代表決定トーナメント〜 | 2008年2月2日   |
| ○    | 城戸康裕                                 | 5R終了 判定3-0                                | M-1「120th ANNIVERSARY OF JAPAN-THAILAND 〜MUAY THAI HEARTY SMILES〜」 【M-1ミドル級タイトルマッチ】                                                                        | 2007年9月24日  |
| ×    | K.ルイス                                 | 5R+延長R終了 判定0-3                          | マーシャルアーツ日本キックボクシング連盟 「KICK GUTS 2007 〜 梶原一騎21回忌追悼記念・第10回梶原一騎杯」 【WMAF世界ミドル級王座決定戦】                                      | 2007年8月12日  |
| ×    | 白須康仁                                 | 5R終了 判定0-3                                | マーシャルアーツ日本キックボクシング連盟 「BREAKDOWN（打破）5 〜 新東金ジム29周年記念 戦場の狼3」 【WMAF世界スーパーウェルター級タイトルマッチ】                            | 2007年6月10日  |
| ○    | 白虎                                     | 5R終了 判定3-0                                | M-1 FAIRTEX SINGHA BEER ムエタイチャレンジ「BATTLES OF FATE 2007」 【M-1ミドル級王座決定戦】                                                                                | 2007年3月4日   |
| ×    | 寒川直喜                                 | 5R終了 判定0-3                                | J-NETWORK「MACH GO! GO! '06 〜フライ級最強決定トーナメント準決勝〜 ＆喧嘩火山再爆発 〜THE REMATCH 寒川×我龍〜」 【J-NETWORKミドル級タイトルマッチ】                         | 2006年11月22日 |
| ×    | イ・スファン                             | 1R 0:27 TKO（パンチ連打）                     | K-1 FIGHTING NETWORK KHAN 2006 in SEOUL | 2006年9月16日  |
| ×    | 寒川直喜                                 | 4R途中 負傷判定0-3                            | J-NETWORK「GO! GO! J-NET '06 〜STREETS of FIRE〜」 【J-NETWORKミドル級タイトルマッチ】                                                                                      | 2006年7月25日  |
| ×    | ムン・ジョンウン                         | 延長R終了 判定0-3                             | K-1 FIGHTING NETWORK KHAN 2006 in BUSAN 【アジアトーナメント 1回戦】 | 2006年2月25日  |
| ×    | レミギウス・モリカビュチス               | 1R 0:08 KO（左跳び膝蹴り）                    | K-1 WORLD MAX 2006 〜日本代表決定トーナメント〜 | 2006年2月4日   |
| ×    | TATSUJI                                  | 3R終了 判定0-3                                | R.I.S.E. DEAD OR ALIVE TOURNAMENT '05 【1回戦】 | 2005年12月18日 |
| ○    | トシ・キジムナー                         | 3R終了 判定3-0                                | 琉球 Kamikaze Spirits | 2005年11月13日 |
| ○    | サミール・ベルバーチ                     | 2R 1:11 TKO（タオル投入）                     | K-1 WORLD MAX 2005 〜世界王者対抗戦〜 【フレッシュマンファイト】 | 2005年10月12日 |
| △    | DAVID                                    | 5R終了 判定0-1                                | マーシャルアーツ日本キックボクシング連盟 「DETERMINATION (決心) 7th 〜梶原一騎19回忌追悼記念 第8回梶原一騎杯 キックガッツ2005〜」 【UKF世界ジュニアミドル級タイトルマッチ】 | 2005年8月14日  |
| ○    | 吉野健太郎                               | 4R 1:45 KO（パンチ連打）                      | キック・ユニオン「ディファ有明大会」 | 2005年7月24日  |
| ×    | 龍二                                     | 3R終了 判定0-3                                | R.I.S.E. G-BAZOOKA TOURNAMENT '05 【ワンマッチ】 | 2005年6月19日  |
| ○    | SHIN                                     | 1R 2:42 KO（左フック）                        | J-NETWORK「GO! GO! J-NET '05 〜MACH 55 1st 準決勝〜」 【J-NETWORKウェルター級タイトルマッチ】                                                                               | 2005年5月6日   |
| ○    | 野村俊祐                                 | 1R 2:08 KO（2ノックダウン：ストレート）       | club DEEP 福岡 天下一祭り【スタンディングルール】 | 2005年4月10日  |
| ○    | SHIN                                     | 1R 2:18 KO（3ノックダウン：左フック）         | J-NETWORK「GO! GO! J-NET '05 〜MACH 55 1st 開幕戦〜」 | 2005年3月2日   |
| △    | 山内裕太郎                               | 5R終了 判定0-0                                | 全日本キックボクシング連盟「MOVING」 | 2005年2月6日   |
| ×    | ゲンナロン・ウィラサクレック             | 5R終了 判定0-3                                | J-NETWORK「GO! GO! J-NET '05 -volcano-」 | 2005年1月21日  |
| ×    | 清水貴彦                                 | 再延長R終了 判定1-2                           | 全日本キックボクシング連盟「Fujiwara Festival 〜藤原祭り2004〜」 | 2004年12月5日  |
| ×    | 河野壮平                                 | 3分2R+延長R終了 判定1-2                       | Kushima's Fight 7 拳神伝 〜プロキックボクシングトーナメント〜 【準決勝】 | 2004年5月16日  |
| ○    | ペッカセーム野獣                         | 3分2R終了 判定3-0                             | Kushima's Fight 7 拳神伝 〜プロキックボクシングトーナメント〜 【1回戦】 | 2004年5月16日  |
| ×    | ナーティ・ソーカムシン                   | 5R終了 判定0-2                                | 新日本キックボクシング協会「勇者達の挑戦 Part 3」 | 2002年6月30日  |
| △    | 北沢勝                                   | 5R終了 判定0-1                                | 新日本キックボクシング協会「GET FORWARD 〜前進〜」 | 2002年3月24日  |
| ○    | 庵谷鷹志                                 | 5R終了 判定3-0                                | 新日本キックボクシング協会「STRIKE BACK! 〜逆襲〜」 | 2002年1月27日  |
| ○    | 高杉茂男                                 | 5R終了 判定3-0                                | 新日本キックボクシング協会「KICK GENERATION III」 | 2001年11月22日 |
| ×    | 頼信                                     | 1R 2:48 KO（右ストレート）                    | 新日本キックボクシング協会「The Star Fleet」 | 2001年5月27日  |
| ○    | 朴成煥                                   | 3R 2:52 KO（左ボディブロー）                  | 新日本キックボクシング協会「KICK GENERATION 2」 | 2000年11月23日 |
| ×    | ピニット・ソーチタラダー                 | 5R終了 判定0-2                                | 新日本キックボクシング協会「THE STYLISH FORCE」 | 2000年9月10日  |
| ○    | マサル                                   | 5R終了 判定3-0                                | 新日本キックボクシング協会「NO KICK, NO LIFE」 | 2000年7月29日  |
| ×    | ムァンファーレッグ・ギャットウィチアン   | 3R 1:52 KO（タオル投入）                      | 新日本キックボクシング協会「SATELLITE OHTSUKI」 | 2000年6月25日  |
| ×    | 石井宏樹                                 | 2R 2:25 KO（タオル投入）                      | 新日本キックボクシング協会「DOUBLE IMPACT」 【日本ライト級タイトルマッチ】                                                                                                  | 2000年1月23日  |
| ○    | ナーンナーム・ギアットプラッサーンチャイ | 4R 2:00 KO                                    | 新日本キックボクシング協会「FIGHT TO MUAY-THAI」 | 1999年11月28日 |
| ○    | ピーター・チャールズ                     | 2R 1:26 KO（パンチ）                          | 新日本キックボクシング協会「Road to Muay-Thai 2nd」 | 1999年10月30日 |
| ○    | 清水政和                                 | 5R終了 判定3-0                                | 新日本キックボクシング協会「キック三銃士参上!」 | 1999年9月15日  |

### 総合格闘技
| 総合格闘技 戦績 | 総合格闘技 戦績 | 総合格闘技 戦績 | 総合格闘技 戦績 | 総合格闘技 戦績 | 総合格闘技 戦績 | 総合格闘技 戦績 |
| --------------- | --------------- | --------------- | --------------- | --------------- | --------------- | --------------- |
| 1 試合          | (T)KO           | 一本            | 判定            | その他          | 引き分け        | 無効試合        |
| 0 勝            | 0               | 0               | 0               | 0               | 0               | 0               |
| 1 敗            | 0               | 0               | 1               | 0               | 0               | 0               |

| 勝敗 | 対戦相手 | 試合結果          | 大会名          | 開催年月日   |
| ×    | 似田貝旭 | 5分2R終了 判定0-3 | DEMOLITION atom | 2003年7月9日 |

## 現在保持している王座
- WMF（世界ムエタイ連盟）世界ライトヘビー級王座
- UKF（全世界キックボクシング連盟）世界ライトミドル級王座

## 過去の獲得王座
- 第2代WMAF世界ミドル級王座
- 初代M-1ミドル級王座
- J-NETWORKウェルター級王座
- 日本ライト級王座（新日本キックボクシング協会）

## DVD
- 実録プロジェクト893XX『格闘家 喧嘩師・我龍真吾』GPミュージアム（2006年8月25日）

### 戦績等
- K-1 選手データ - ウェイバックマシン（2009年3月16日アーカイブ分）
- EAT 選手データ - ウェイバックマシン（2015年3月26日アーカイブ分）
- SHERDOG 選手データ